# Miscophus ater
Miscophus ater ist ein Hautflügler aus der Familie der Crabronidae. 

## Merkmale
Die Wespe erreicht eine Körperlänge von 3,7 bis 5 Millimetern und hat einen schwarz gefärbten Körper. Sie ist schwer von den übrigen schwarz gefärbten Arten der Gattung Miscophus zu unterscheiden und  besitzt eine schwer nachvollziehbare Merkmalskombination. Unter anderem ist das erste Tergit des Hinterleibs bis zum Hinterrand punktiert und die Weibchen haben hellbraun gefärbte Mandibeln, die maximal basal geschwärzt sind.

## Vorkommen
Die Art ist in Süd- und Mitteleuropa verbreitet. Sie besiedelt temperaturbegünstigte, trockene und offene Lebensräume mit Sandböden und Trockenrasen. Die Art fliegt von Mai bis September, sie ist in Mitteleuropa verbreitet anzutreffen. 

## Lebensweise
Die Weibchen legen ihre flachen Nester im lockeren Sand an. Die Brut wird mit Kugelspinnen (Theridiidae) und Springspinnen (Salticidae) versorgt. 